# GT赛车6
《GT賽車6》是一款在索尼PlayStation 3上发行的竞速游戏。GT赛车6由Polyphony Digital制作、索尼電腦娛樂于2013年发行。初回限定特典为20款15周年纪念车和15周年纪念DLC。

## 评价
本游戏收到普遍好评。GameRankings和Metacritic给出81.73%和81/100的分数。

## 外部連結
- GT賽車6影片 （页面存档备份，存于）